# Marie Mejlænder-Hellesen
Marie Wilhelmine Mejlænder-Hellesen, född 8 november 1866 i Kristiania, död 24 augusti 1946, var en norsk skådespelare, dotter till Otto Georg Mejlænder.
Marie Mejlænder studerade i Paris, för Signe Hebbe och Hedvig Winterhjelm och debuterade 1891 som Svanhild i "Kärlekens komedi" på Dramatiska teatern i Stockholm. Åren 1892-1899 var hon engagerad vid Kristiania teater, 1899-1903 vid Nationaltheatret och 1903-11 vid Fahlstrøms teater. Hennes huvudroller var Svanhild, Hjördis i "Hærmændene paa Helgeland", Hedda Gabler, Maria Stuart i Bjørnsons drama, Virginia i Johan Bojers "Brutus", Ragnhild och fru Guldborg i "Svend Dyrings hus", Magda i "Hemmet", Svava i "En handske", fru Bornemann i Bergstrøms "Karen Bornemann" och Brita-Stina i "Lars Anders och Jan Anders". Hon gjorde sig gällande företrädesvis i det samtida problemdramat, men spelade också med framgång komiska och humoristiska roller. Från 1899 var hon gift med läkaren Engel Emil Herman Hellesen i Kristiania.